# Forcipomyia pholeter
Forcipomyia pholeter är en tvåvingeart som beskrevs av Wirth och Francis Gard Howarth 1982. Forcipomyia pholeter ingår i släktet Forcipomyia och familjen svidknott. Inga underarter finns listade i Catalogue of Life.